# سحب قزحية

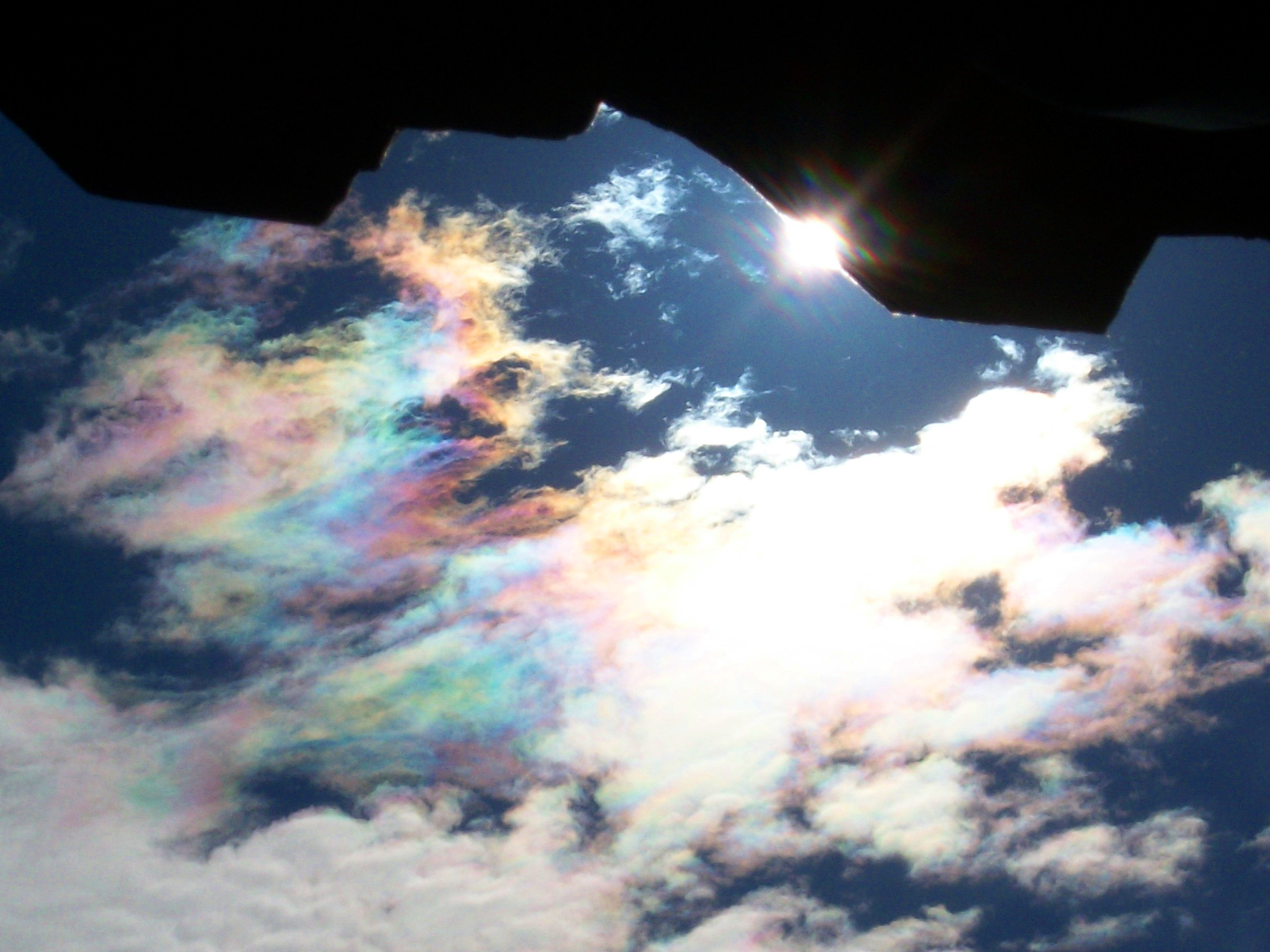

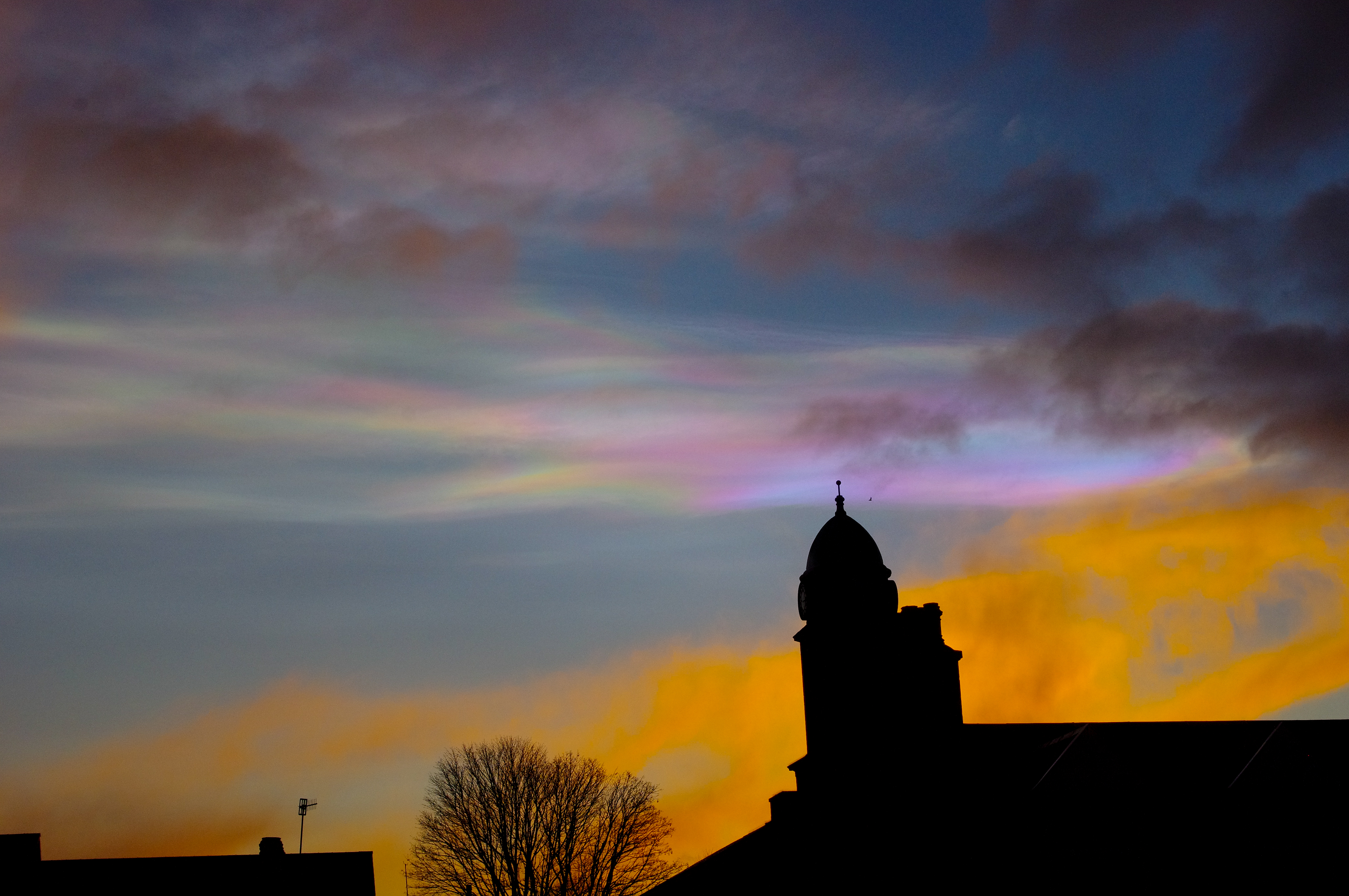

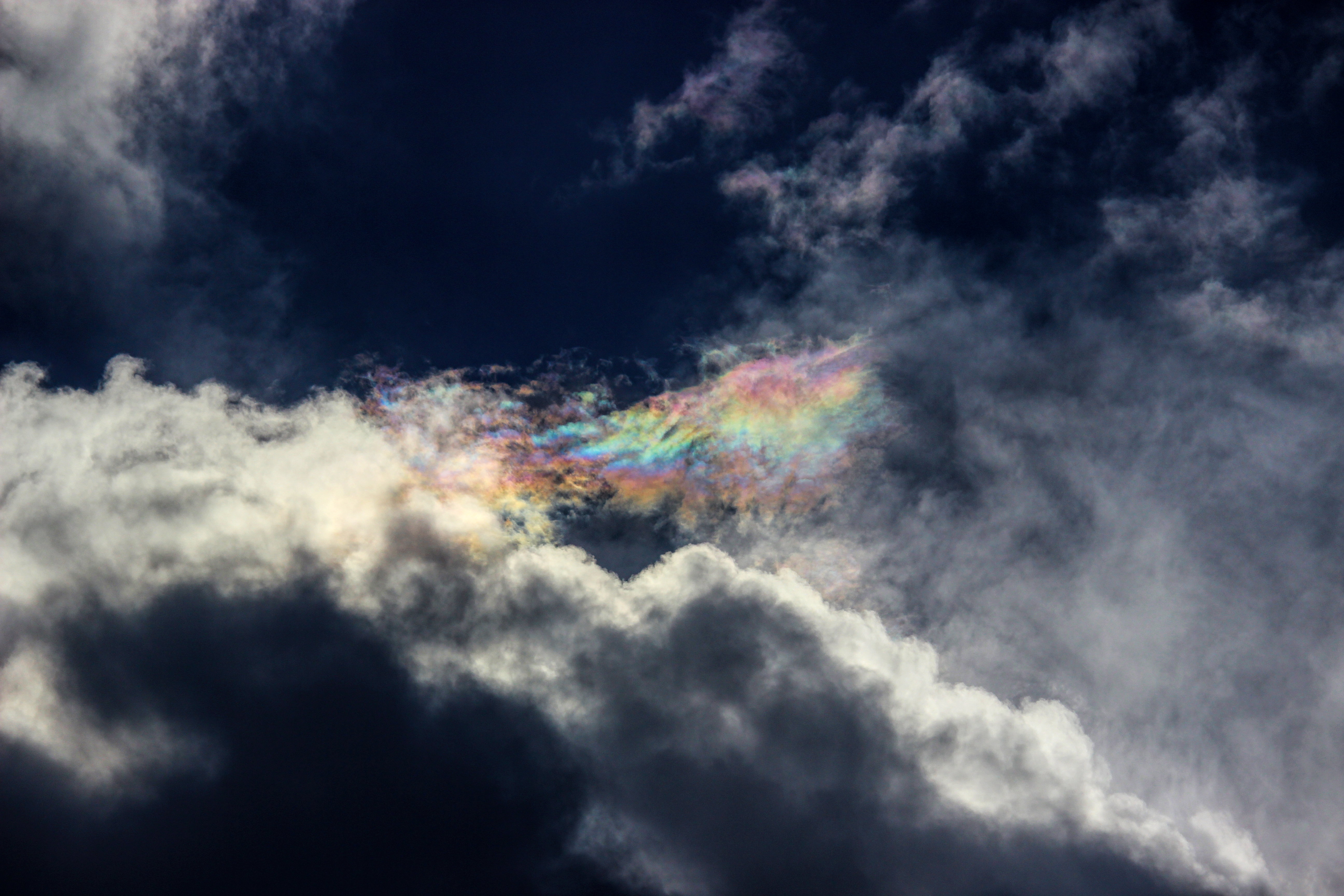

السحب القزحية هي ظاهرة بصرية ملونة تحدث على السحب وعامةً ما تظهر بجانب الشمس أو القمر وتشبه تلك الألوان التي تظهر على فقاعات الصابون أو قطرات الزيت فوق الماء، وهي نوع من الظواهر الجوية الضوئية، لوحظت هذه الظاهرة الشائعة في السحب الركامية والسمحاق الركامي والسحب العدسية والسحب الجليدية، وتظهر أحياناً على شكل مجموعات موازية لحافة السحاب، وتمت رؤية السحب القزحية على سحب الستراتوسفير القطبية النادرة والتي يطلق عليها أيضاً السحب الصدفية.
تكون الألوان فاتحة غالباً  وقد تكون مشرقة جداً أو ممزوجة وتشبه أحياناً عرق اللؤلؤ، وعندما تظهر بالقرب من الشمس فمن الصعب رؤية التأثير وتحديده بسبب سطوع أشعة الشمس، وقد تتجاوزها بإخفاء الشمس باليد أو الاختباء خلف شجرة أو بناية، أو باستخدام نظارات شمسية أو برؤية انعكاس السماء على مرآة كروية أو على حوض ماء.

## اشتقاق الاسم
أطلق على التقزحات اللونية بعد إلاهة اليونان آيريس، وهي إلاهة قوس قزح ورسول من زيوس وهيرا إلى البشر.

## حدوث الظاهرة
ظاهرة السحب القزحية هي انحراف تتسبب به قطرات الماء أو بلورات الثلج بتشتيت الضوء، فبلورات الثلج الكبيرة لا تنتج هذه التقزحات ولكن قد تحدث هالة ضوئية وهي ظاهرة مختلفة.
تحدث التقزحات بسبب قطرات الماء موحدة الشكل والتي تجعل الضوء ينحرف (10 درجات عن الشمس) ومع أول آثار التداخل (أبعد من 10 درجات عن الشمس) يمكنها أن تتوسع حتى 40 درجة عن الشمس.
إذا احتوت جزء من السحب على قطرات ماء صغيرة أو بلورات ثلج بنفس الحجم فيمكن رؤية تأثيرها التراكمي على شكل ألوان، لابد أن تكون السحب رقيقة بصرياً بحيث تصادف معظم الإشعاعات قطرة واحدة فقط، بالتالي يمكن رؤية التقزح اللوني على حافة السحب أو السحب شبه الشفافة بينما السحب حديثة التشكل تنتج تقزحاً ملوناً وأكثر سطوعاً، عندما تتشابه الذرات في السحاب في الحجم على نطاق واسع تأخذ التقزحات اللونية شكل منظم على شكل هالة وهو قرص دائري مشرق حول الشمس أو القمر محاط بحلقة أو حلقتين ملونة.

## الصور

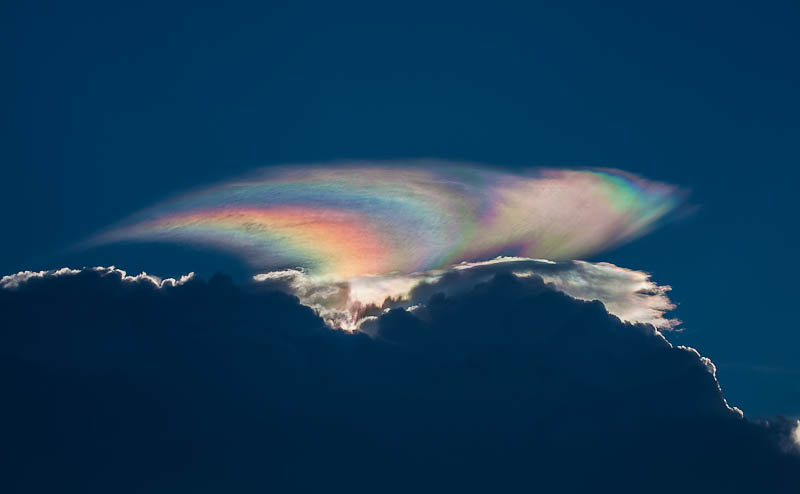
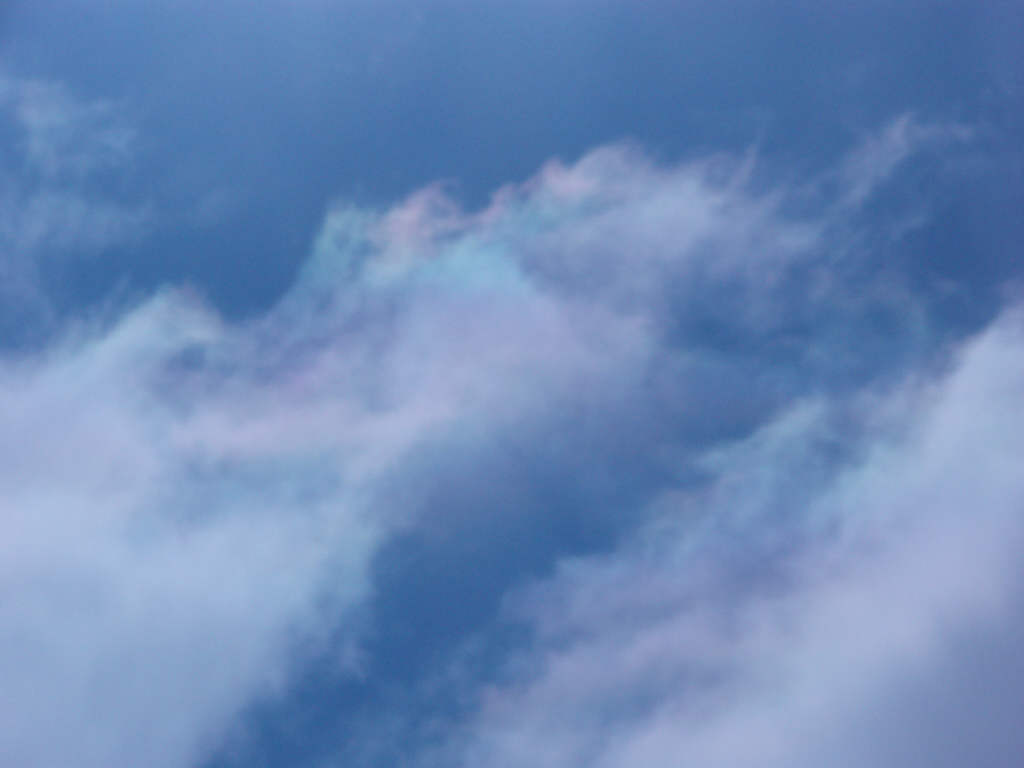
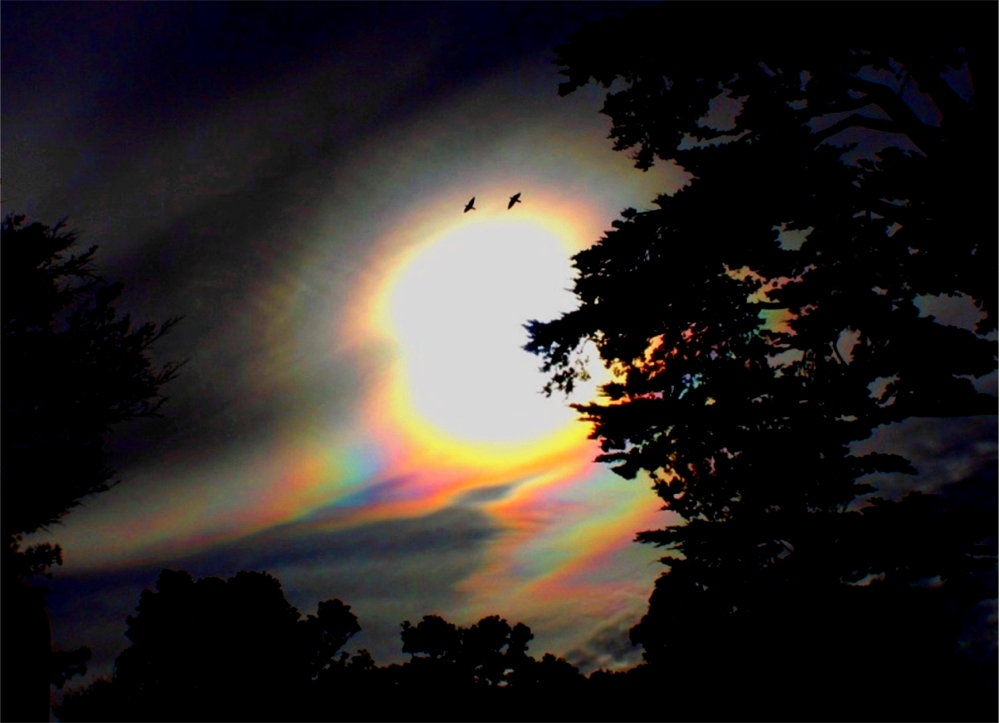
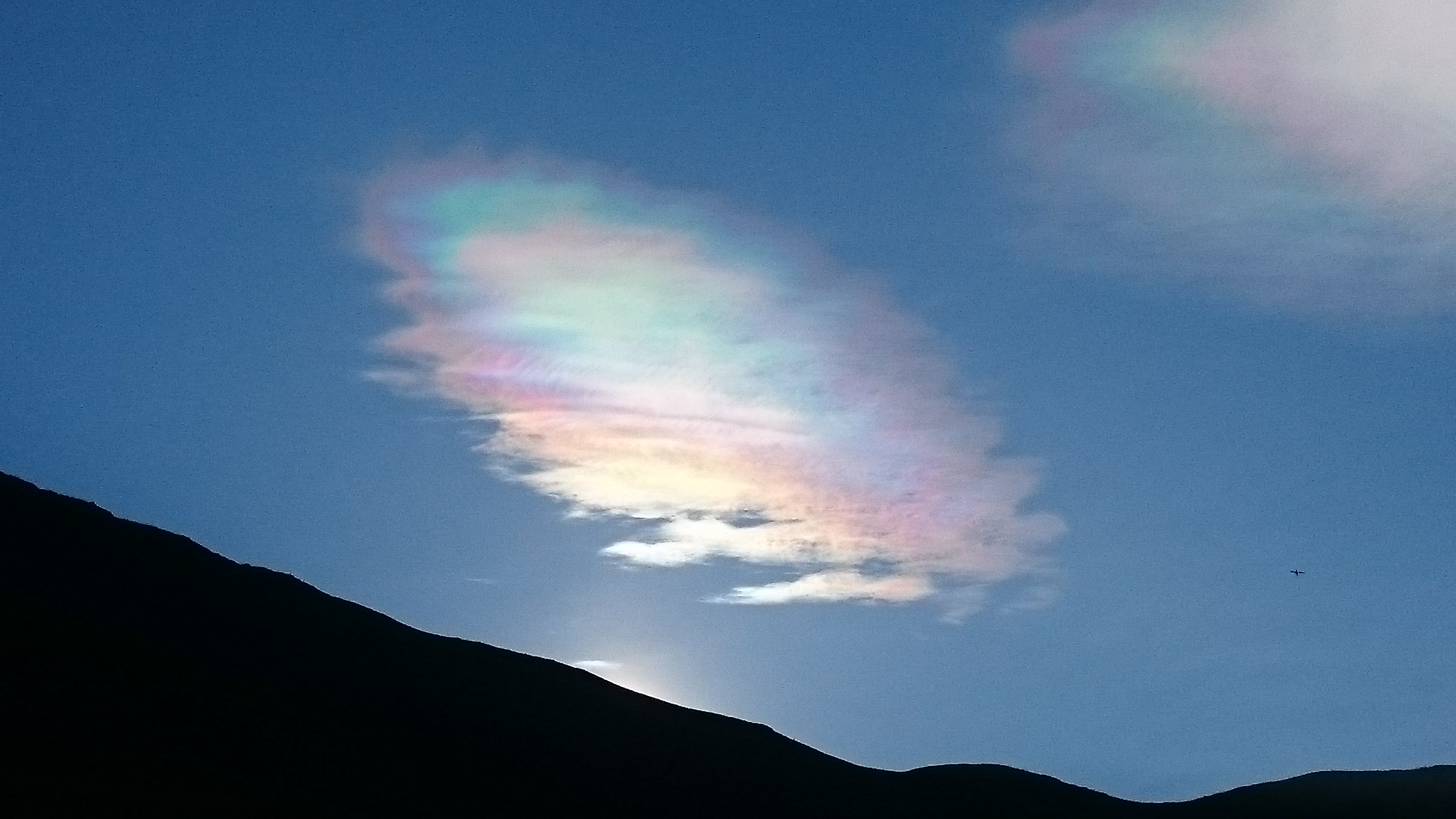
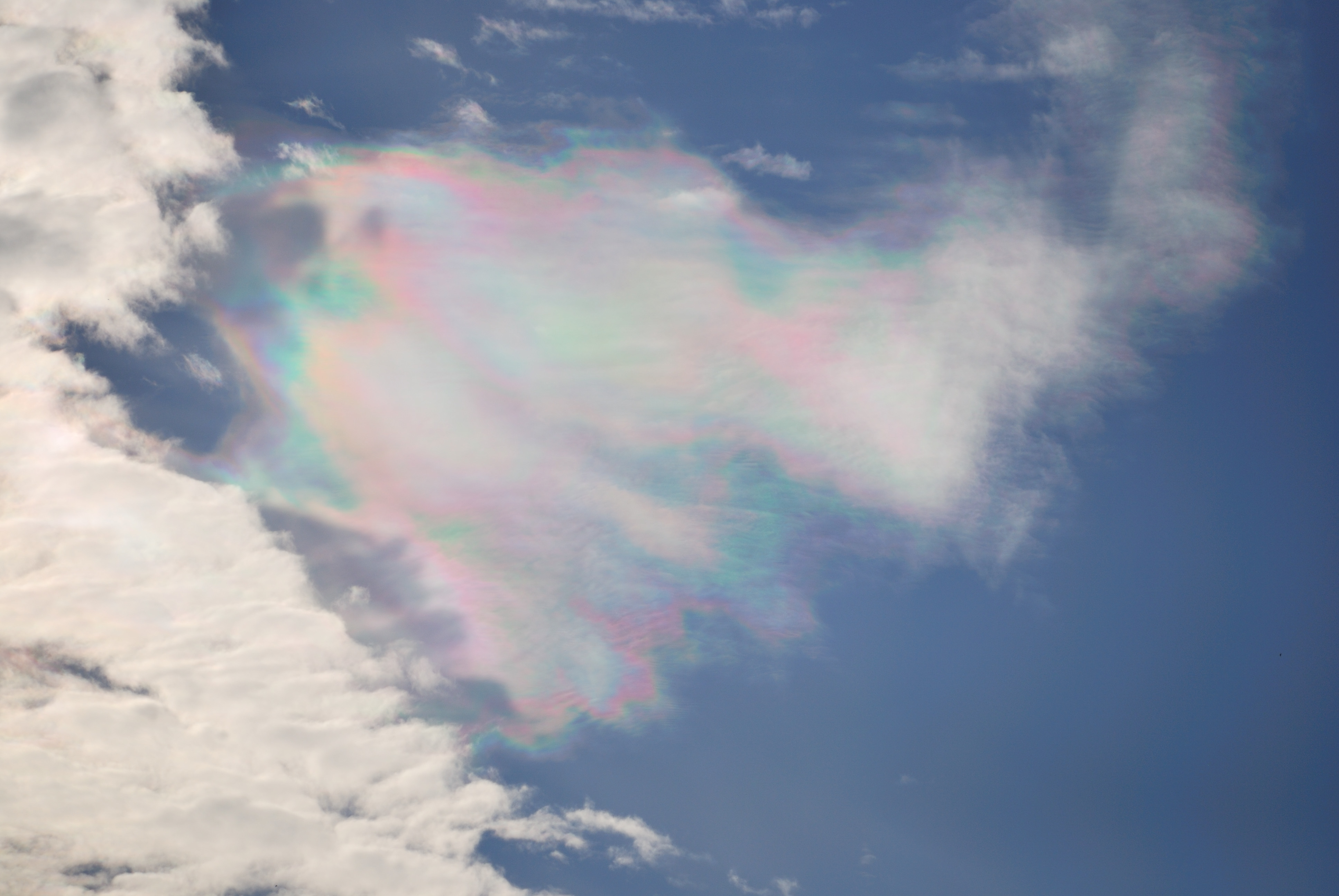
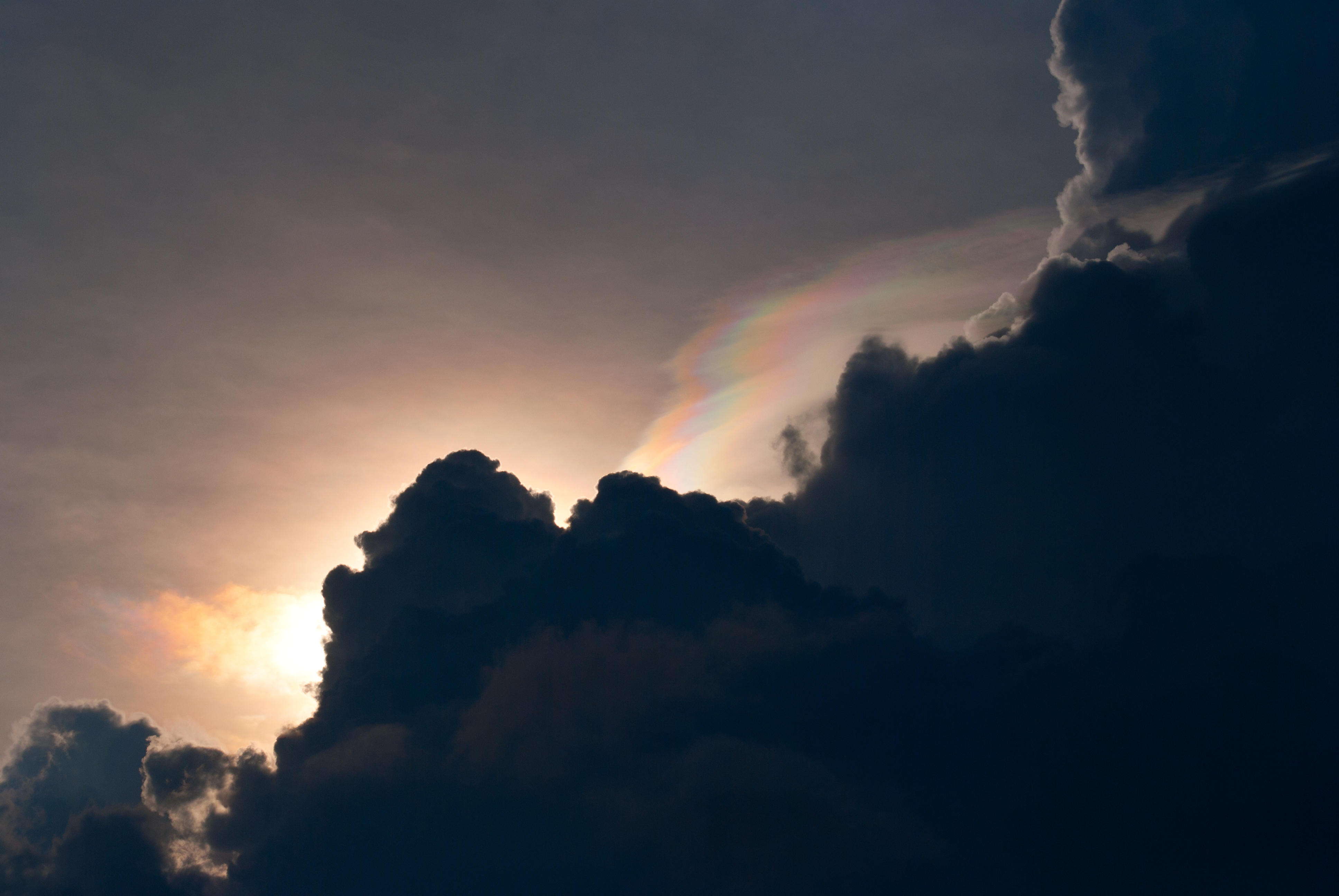
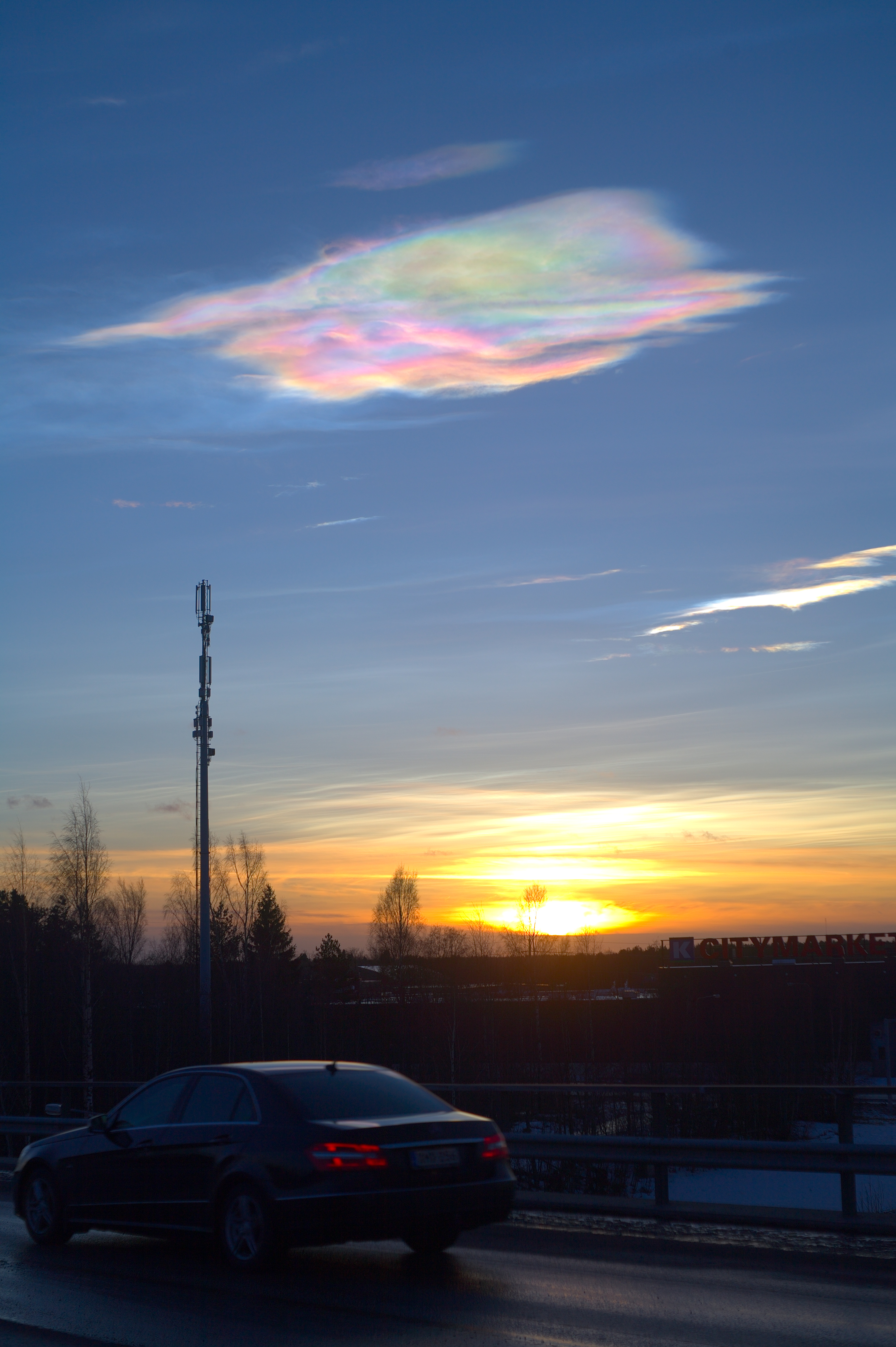
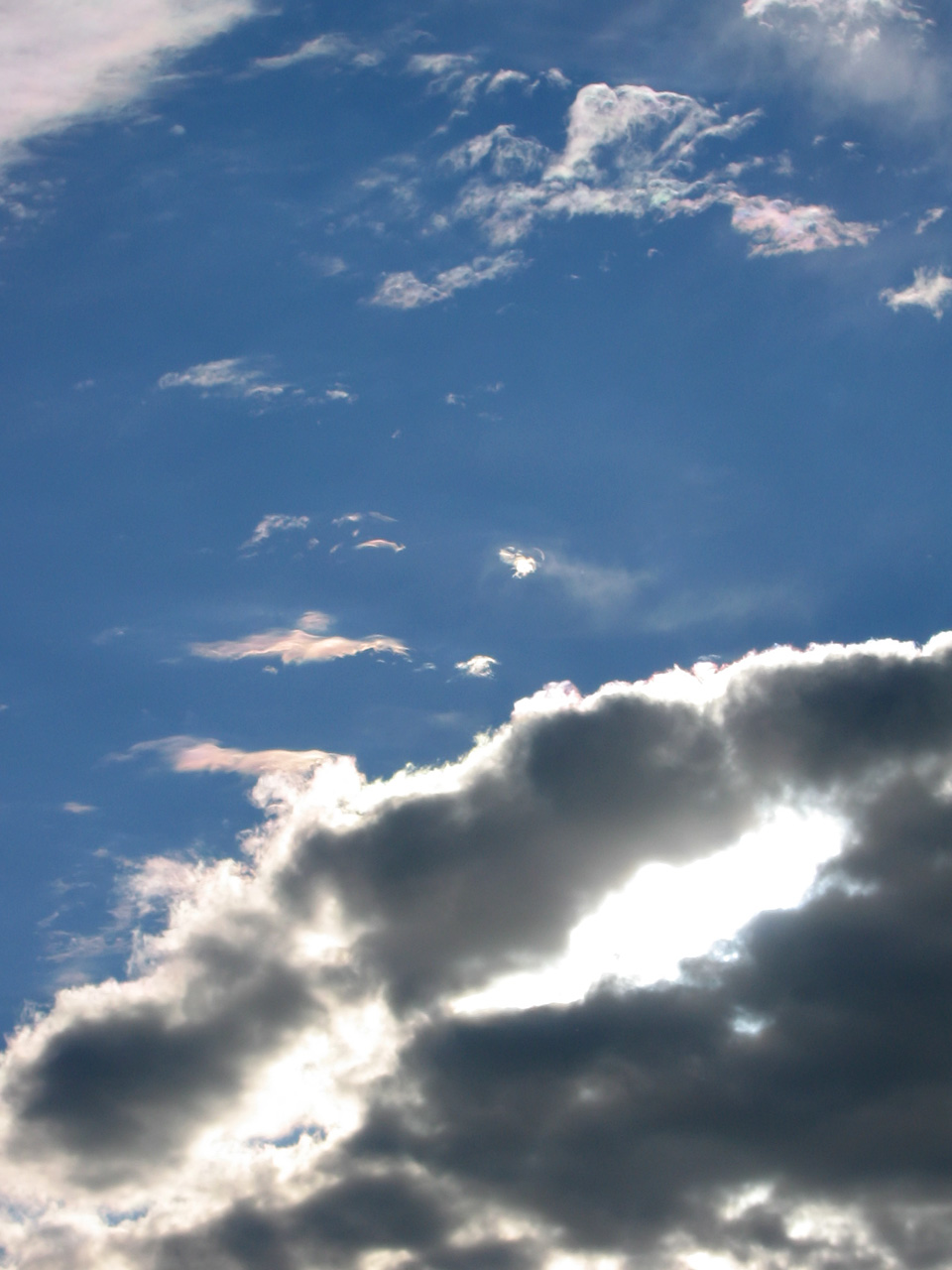
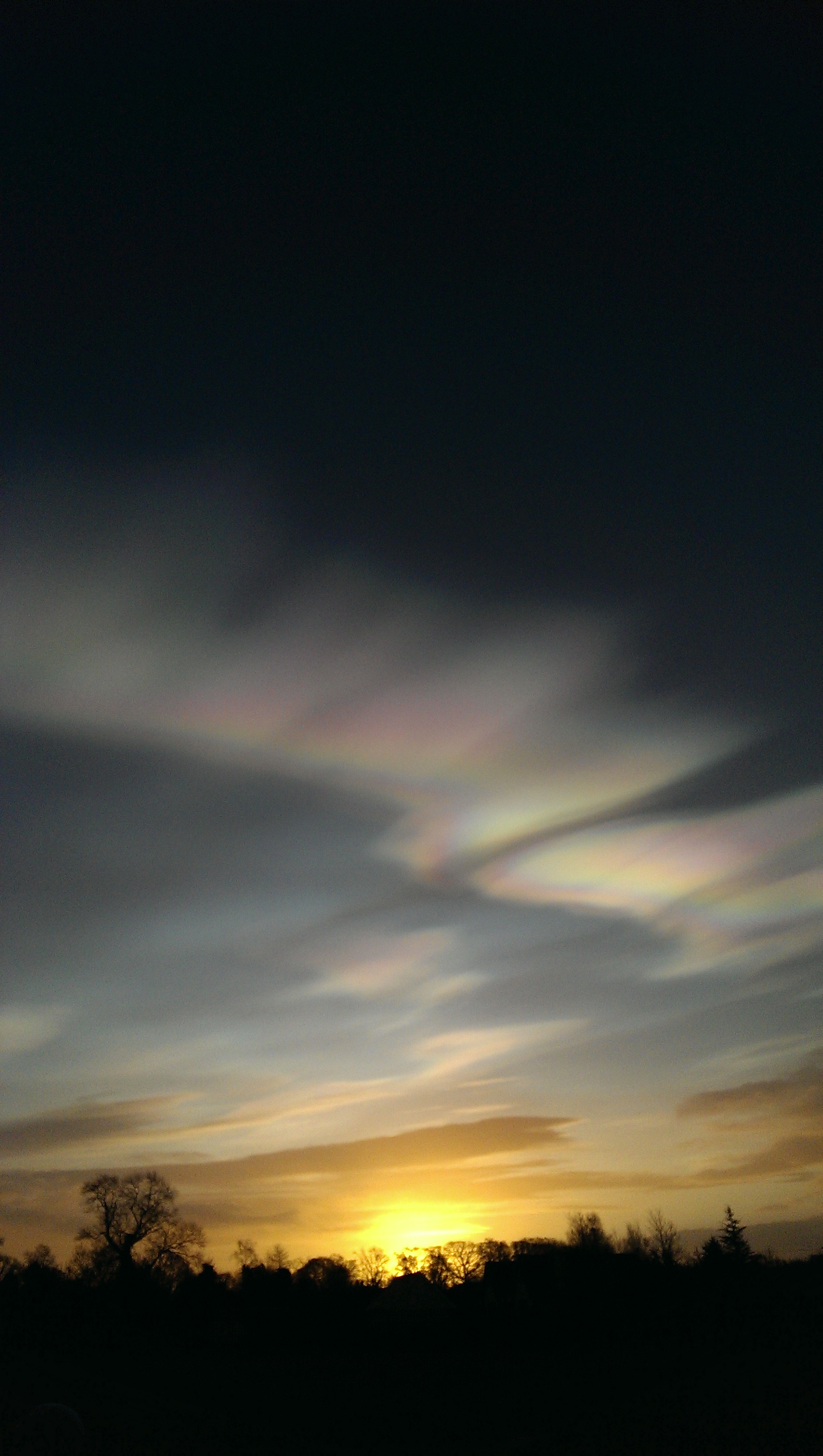